# Crémant de Bordeaux
Le crémant de Bordeaux est un vin mousseux français d'appellation d'origine contrôlée, blanc ou rosé, produit sur la même aire d'appellation que le bordeaux, soit tout le vignoble de Bordeaux.
Il est essentiellement produit avec du sauvignon et du sémillon, avec une seconde fermentation en bouteilles. Comme pour le champagne, les crémants peuvent être bruts, demi-secs ou doux, selon la quantité de sucre rajoutée.

## Historique
Le crémant de Bordeaux est officiellement reconnu par le décret du 3 avril 1990. Comme pour les autres AOC crémant, le décret a été remplacé en 2009 par la publication au Journal officiel de la République française d'un cahier des charges qui entoure les conditions de production et d'élaboration de ce vin effervescent. À l'occasion de cette refonte des AOC, il a été créé une section crémant au sein de l'ODG (l'organisme de défense et de gestion) Bordeaux qui a été mis au point et présidée par Lionel Lateyron, président également à l'époque du syndicat des élaborateurs de crémant. Aujourd'hui Dominique Furlan lui a succédé tandis que Lionel Lateyron est devenu président du Syndicat des négociants en vins du Libournais.
Le cahier des charges a été ensuite modifié en octobre 2011, en septembre 2015, en juillet 2016, en novembre 2017, en novembre 2018, en avril 2019, en mars 2021, en novembre 2021 et enfin en novembre 2023.

## Vignoble
Selon le service des Douanes, la superficie revendiquée en 2024 sous l'appellation est de 2 007 hectares, dont 1 800 ha pour faire du vin blanc et 207 ha pour du rosé.

### Encépagement
Encépagement pour les crémants rosés : cabernet sauvignon N, cabernet franc N, merlot noir N, petit verdot N, carménère N et malbec N (ou côt).
Encépagement pour les crémants blancs :
- cépages principaux : sémillon B, sauvignon blanc B, muscadelle B, cabernet franc N, cabernet sauvignon N, merlot N, côt N (ou malbec), carménère N, sauvignon gris G et petit verdot N ;
- cépages accessoires (dans la limite de 30 %) : merlot blanc B, colombard B et ugni blanc B[3].

### Méthodes culturales
Les vignes présentent une densité minimale à la plantation de 4 000 pieds par hectare. ces vignes ne peuvent présenter un écartement entre les rangs supérieurs à 2,5 mètres et un écartement entre les pieds sur un même rang inférieur à 0,85 mètre. 
Seules sont autorisées la taille à coursons (cots) et la taille à longs bois (astes).
Le ramassage du raisin se déroule de manière exclusivement manuelle. Le transport entre la vigne et le pressoir se fait uniquement en caisses (perforées pour ne pas conserver de jus) ou en clayettes.

## Vins
En 2005, la production totale de crémant de Bordeaux était de 10 235 hectolitres (un hectolitre = 100 litres = 133 bouteilles de 75 cl), dont 8 915 hl en blanc et 1 320 hl en rosé.
En 2024, la production déclarée de vin destiné à l'élaboration du crémant de Bordeaux a été d'un total de 137 957 hectolitres, dont 124 365 hl de vin blanc et 13 592 hl de vin rosé.

### Vinification
Les raisins destinés à l'élaboration de vins blancs sont versés entiers dans le pressoir. Pour les vins blancs, dans la cuvée (vin de base ou assemblage de vins de base), la proportion des cépages principaux est supérieure ou égale à 70 %. Les vins de base destinés à l'élaboration des vins rosés sont élaborés soit par macération ou saignée, soit par assemblage, avant tirage, de vins blancs et rouges.
Les vins présentent après dégorgement, une surpression de gaz carbonique au moins égale à 3,5 bars, mesurée à la température de 20 °C. Le tirage en bouteilles dans lesquelles s'effectuent la prise de mousse ne peut avoir lieu que trois mois après la date des vendanges et au plus tôt le 1er décembre qui suit la récolte. La durée de conservation en bouteilles sur lies est supérieure ou égale à neuf mois, à compter de la date de tirage du lot.
La prise de mousse et l'élevage de ces vins se fait, entre autres lieux, dans quelques galeries des rives de la Garonne et de la Dordogne, bénéficiant de leur taux élevé en humidité.

### Gastronomie
Les crémants blancs sont, grâce aux cépages sémillon et sauvignon, des vins frais, nerveux et désaltérants. Quant aux crémants rosés, ils sont fruités, élégants et très fins. Destiné à être bu jeune, le crémant est un excellent vin d'apéritif ou un vin de base de cocktail.
Il peut se garder de deux à trois ans. La température idéale pour l'apprécier se situe entre 5 et 7 °C.

### Principaux producteurs
En volume, il s'agit en 2023 du cinquième vin effervescent produit en France, après le champagne, le crémant d'Alsace, le crémant de Loire et le crémant de Bourgogne.
- Ballarin
- Cave Louis Vallon
- Chamvermeil
- Grands Chais de France
- Jaillance
- La compagnie du Crémant de Bordeaux
- Lateyron
- Les caves de Rauzan
- Cloître des Cordeliers (Saint-Émilion)
- Mons-Maleret
- Remy Breque
- etc.